# Eupithecia delogramma
Eupithecia delogramma là một loài bướm đêm trong họ Geometridae.